# Gouvernement Saïd Fofana (2)
République de Guinée
Saïd Fofana (1) Youla
Le gouvernement Saidou Fofana (2) est le deuxième gouvernement de la Guinée sous le régime du président Alpha Condé janvier 2014 en décembre 2015. Proposé par le Premier ministre Mohamed Saïd Fofana.

## Historique
Le gouvernement nommé le 20 janvier 2014, outre le Premier ministre, est composé de trente quatre membres.

## Composition

### Premier ministre
| Image | Fonction         | Nom                 | Parti           |
| ----- | ---------------- | ------------------- | --------------- |
|       | Premier ministre | Mohamed Saïd Fofana | RPG Arc-En-Ciel |

### Ministre d'État
| Image | Fonction                                                                                           | Nom                   | Parti           |
| ----- | -------------------------------------------------------------------------------------------------- | --------------------- | --------------- |
|       | Ministre d'État, Ministre des Mines et de la Géologie                                              | Kerfalla Yansané      | RPG Arc-En-Ciel |
|       | Ministre d'État, Ministre des Affaires étrangères et des Guinéens de l'étranger                    | François Lonseny Fall | RPG Arc-En-Ciel |
|       | Ministre d'État, ministre des Postes, des Télécoms et des Nouvelles Technologies de l'Informations | Oyé Lamah Guilavogui  | RPG Arc-En-Ciel |
|       | Ministre d'État, ministre de l'Économie et des Finances                                            | Mohamed Diaré         | RPG Arc-En-Ciel |
|       | Ministre d'État, ministre de l'Enseignement supérieur et de la Recherche scientifique              | Bailo Teliwel Diallo  | RPG Arc-En-Ciel |
|       | Ministre d'État, ministre la Justice, Garde des Sceaux                                             | cheick Sako           | RPG Arc-En-Ciel |

### Ministres
| Image                             | Fonction                                                                                             | Nom                              | Parti           |
| --------------------------------- | --- | -------------------------------- | --------------- |
|                                   | Ministère de la Sécurité et de la Protection civile                                                  | Madifing Diané                   | RPG Arc-En-Ciel |
|                                   | Ministre de l'Hôtellerie, du Tourisme et de l'Artisanat                                              | Louseny Camara                   | UPR             |
|                                   | Ministre des transports                                                                              | Aliou Diallo                     |                 |
|                                   | Ministre de l'Administration du territoire et de la Décentralisation                                 | Alhassane Condé (fin 24/02/2015) | RPG Arc-En-Ciel |
| Bouréma Condé (depuis 24/02/2015) | |                                  |                 |
|                                   | Ministre de l'Environnement, des Eaux et Forêts                                                      | Kadiatou N'Diaye                 | RPG Arc-En-Ciel |
|                                   | Ministre de la Santé                                                                                 | Remy Lamah                       |                 |
|                                   | Ministre des Droits de l'Homme et Libertés publiques                                                 | Kalifa Gassama Diaby             |                 |
|                                   | Ministre des Travaux publics                                                                         | Mohamed Traoré                   | RPG Arc-En-Ciel |
|                                   | Ministre de l'Énergie et de l'Hydraulique                                                            | Idrissa Thiam                    | RPG Arc-En-Ciel |
|                                   | Ministre de la Ville et de l'Aménagement du territoire                                               | Ibrahima Bangoura                | RPG Arc-En-Ciel |
|                                   | Ministre des Sports                                                                                  | Domani Doré                      | RPG Arc-En-Ciel |
|                                   | Ministre de la Coopération internationale                                                            | Koutoubou Moustapha Sano         | RPG Arc-En-Ciel |
|                                   | Ministre de la Jeunesse et de l'Emploi jeune                                                         | Moustapha Naité                  | RPG Arc-En-Ciel |
|                                   | Ministre de la Fonction publique, de la Réforme de l'État et de la Modernisation de l'administration | Sékou Kourouma                   | RPG Arc-En-Ciel |
|                                   | Ministre du Commerce                                                                                 | Marc Yombouno                    | RPG Arc-En-Ciel |
|                                   | Ministre de l'Action sociale, de la Promotion féminine et de l'Enfance                               | Sanaba Kaba                      | RPG Arc-En-Ciel |
|                                   | Ministre de l'Enseignement Pré-Universitaire et de l'Alphabétisation                                 | Ibrahima Kourouma                | RPG Arc-En-Ciel |
|                                   | Ministre de l'Enseignement technique, de la Formation professionnelle, du Travail et de l'Emploi     | Albert Damantang Camara          | RPG Arc-En-Ciel |
|                                   | Ministre de la Pêche et de l'Aquaculture                                                             | Moussa Condé                     | RPG Arc-En-Ciel |
|                                   | Ministre de l'Agriculture                                                                            | Jacqueline Marthe Sultan         | RPG Arc-En-Ciel |
|                                   | Ministre de la Communication                                                                         | Makanéra Kaké                    | RPG Arc-En-Ciel |
|                                   | Ministre de l'Élevage et des Productions Animales                                                    | Thierno Ousmane Diallo           | UFC             |
|                                   | Ministre de la Culture et du Patrimoine Historique                                                   | Ahmed Tidiane Cissé              | RPG Arc-En-Ciel |
|                                   | Ministre du Plan                                                                                     | Sékou Traoré                     | RPG Arc-En-Ciel |
|                                   | Ministre de l'Industrie, des PME et de la Promotion du Secteur Privé                                 | Fatoumata Binta Diallo           | RPG Arc-En-Ciel |

### Ministres délégués
| Image | Fonction                                     | Nom                  | Parti           |
| ----- | -------------------------------------------- | -------------------- | --------------- |
|       | Ministre déléguées à la Défense nationale    | Abdoul Kabèlè Camara | RPG Arc-En-Ciel |
|       | Ministre déléguées au Budget                 | Ansoumane Condé      | RPG Arc-En-Ciel |
|       | Ministre déléguées au guinéens de l'Étranger | Sanoussy Bantama Sow | RPG Arc-En-Ciel |